# Света Богородица (Туминец)
„Света Богородица“ (на албански: Shpella e Shën Marisë) е православна скална църква в Албания, на около час източно от село Туминец, в скалистия район Орлов рид, на около 10 метра от границата със Северна Македония. Църквата от 1963 година е културен паметник на Албания под № 73.
Сред местните църквата е известна под името „Света Марина край Глобоко“, тъй като се намира само на стотина метра от манастирския комплекс „Света Марина“, който е обновен в 1888 година. Църквата „Света Богородица“ е на около 10 метра височина, а монашеските жилища са на около 30 метра над водите на Преспанското езеро.
Пред главния вход в една полукръгла ниша, украсена с флорални мотиви и две лъвски глави, е изобразен един от най-впечатляващите и красиви образи на Света Богородица с малкия Иисус от типа Умиление. Вътрешността на църквата е изписана с композиции от Големите празници и образи на светиите. От запазените изображения се разбира, че църквата е изписана от зограф Алексий, ученик на Иван зограф, по времето на йеромонах Паисий, който е и ктитор на църквата. Теофан Попа датира живописта от края на XIII – началото на XIV век.